# Manon Clavel
 (mars 2025).
Motif : insuffisance de sources centrées nationales
- Archive Wikiwix
- Bing
- Cairn
- DuckDuckGo
- E. Universalis
- Gallica
- Google
- G. Books
- G. News
- G. Scholar
- Persée
- Qwant
- (zh) Baidu
- (ru) Yandex
- (wd) trouver des œuvres sur Wikidata

| 1. | Préciser le motif de la pose du bandeau. | Précisez le motif de la pose du bandeau en utilisant la syntaxe suivante : {{admissibilité à vérifier\|date=juillet 2025\|motif=remplacez ce texte par le motif}}                 |
| 2. | Informer les utilisateurs concernés.     | Pensez à avertir le créateur de l'article, par exemple, en insérant le code ci-dessous sur sa page de discussion : {{subst:avertissement admissibilité à vérifier\|Manon Clavel}} |

Manon Clavel est une actrice franco-américaine de cinéma et comédienne de théâtre.
Elle est connue pour son rôle de Manon Lenoir dans le film La vérité, sortie en 2019 de Hirozaku Kore-Eda.

## Biographie

### Formation
Elle intègre le Cours Florent directement en 3ème année pour préparer le conservatoire. Elle suit ensuite des cours au Conservatoire national supérieur d'art dramatique dont elle sort en 2019.

### Carrière
En 2019, elle joue au théâtre de la Reine Blanche à Paris dans Majorana 370 mis en scène par Xavier Gallais.
En 2019, elle obtient le rôle de Manon Lenoir au cinéma dans La vérité réalisé par Hirozaku Kore-eda. Sa prestation lui vaut d'être pré-listé dans la catégorie révélation des Césars 2020.
En 2022, elle joue dans La campagne, de Martin Crimp mis en scène par Sylvain Maurice, en compagnie de Isabelle Carré et Yannick Choirat au Rond Point.
En 2024, elle obtient le rôle principal du film Kika d'Alexe Poukine. Le film dresse le portrait d'une jeune femme qui découvre, après le décès de son compagnon, qu'elle est enceinte.
En 2025, après une diffusion par la RTS, la série Winter Palace arrive sur la plateforme Netflix, Manon joue un des rôles principaux du nom de Rose Morel.
Le film Kika d'Alexe Poukine est séléctionné à la 64ème édition de la semaine de la critiqueau Festival de Cannes.

## Théâtre
| Année | Titre                       | Théatre                                                   | Mise en scène       |
| ----- | --------------------------- | --------------------------------------------------------- | ------------------- |
| 2022  | La Campagne de Martin Crimp | Théâtre de Sartrouville / Théatre du Rond Point / Tournée | Sylvain Maurice     |
| 2023  | Guerre de Lars Norén        | Théâtre-Studio d'Alfortville                              | Christian Benedetti |
| 2025  | Maria                       | TGP Saint Denis                                           | Gaëlle Hermant      |

## Filmographie

### Longs métrages
| Année | Titre          | Réalisateur       | Rôle                  |
| ----- | -------------- | ----------------- | --------------------- |
| 2019  | La vérité      | Hirozaku Kore-eda | Manon Lenoir          |
| 2022  | Un petit frère | Léonore Séraille  | Sonia                 |
| 2025  | Kika           | Alexe Poukine     | Rôle principal : Kika |
| 2025  | Le répondeur   | Fabienne Godet    | Fanny                 |

### Séries télévisés
| Année | Titre         | Réalisateur    | Rôle       |
| ----- | ------------- | -------------- | ---------- |
| 2024  | Winter Palace | Pierre Monnard | Rose Morel |

### Courts métrages
| Année | Titre                | Réalisateur      | Note                |
| ----- | -------------------- | ---------------- | ------------------- |
| 2012  | Le Sully             | Antoine Pineau   |                     |
| 2014  | She Walks            | Victoria Visco   |                     |
| 2018  | Submergée            | Morgane Chaillat |                     |
| 2019  | Le collier du Louxor | Antoine Pineau   |                     |
| 2019  | Psylo                | François Robic   | Court métrage FEMIS |
| 2020  | Mia et Lenny         | Nino Bouhnik     |                     |
| 2021  | Cinq                 | Jérémy Prudent   |                     |
| 2022  | Take Off             | Gaëlle Hermant   | Court métrage Nikon |

## Distinctions

### Nominations et Récompenses
- 2016 : Lauréate Prix Olga Horstig[19]
- 2020 : Prénommée dans les Révélations César 2020 pour son rôle dans La vérité[20]
- 2023 : Nommée comme meilleur actrice dans un second rôle aux Molières 2023 pour son rôle dans La campagne [21]
- 2025 : Lauréate du prix de la meilleure actrice au BRIFF 2025 (Brussel International Film Festival) pour son rôle dans Kika[22].